# Carl Irmer

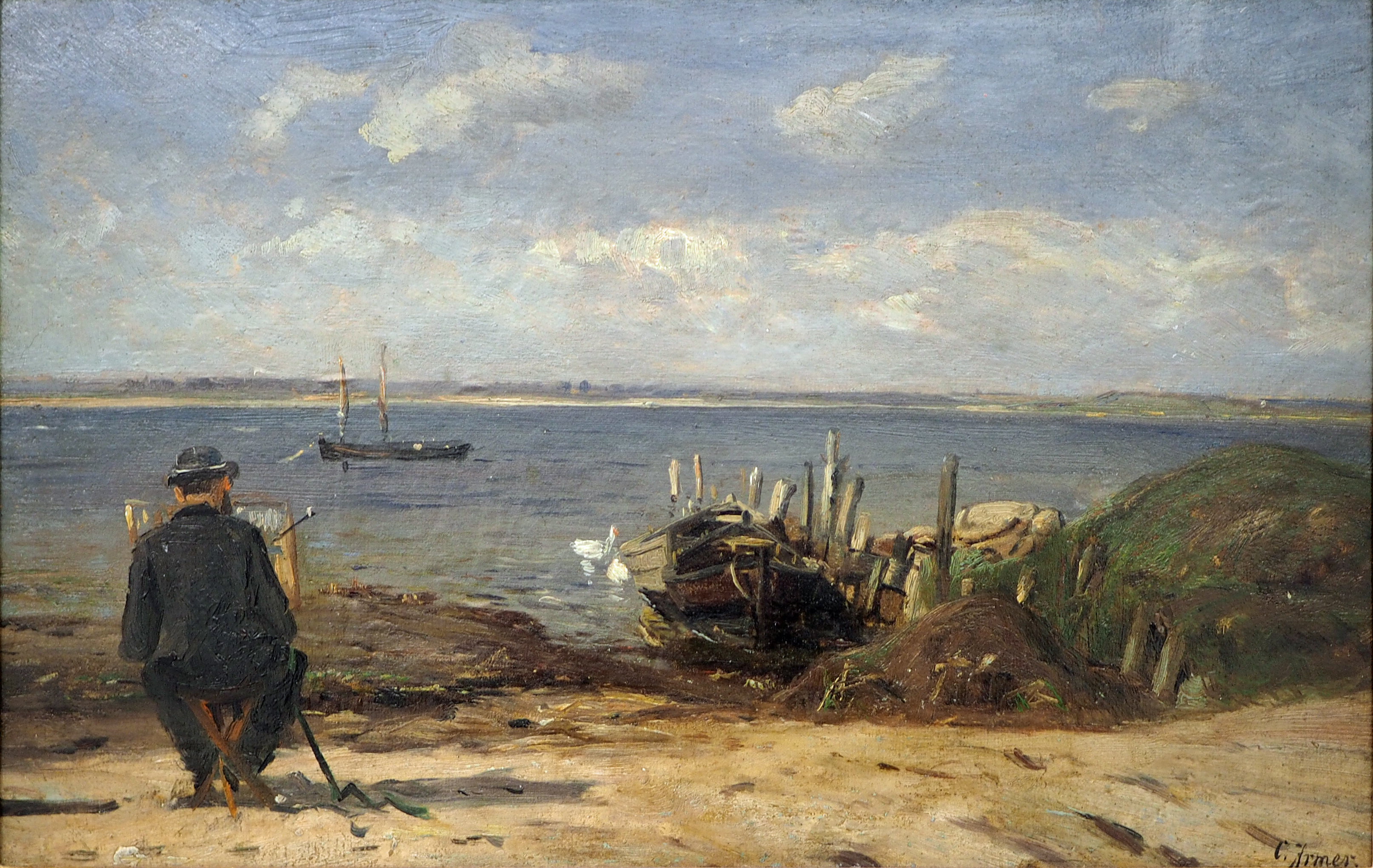
Pintor en una playa del mar Báltico, hacia 1885

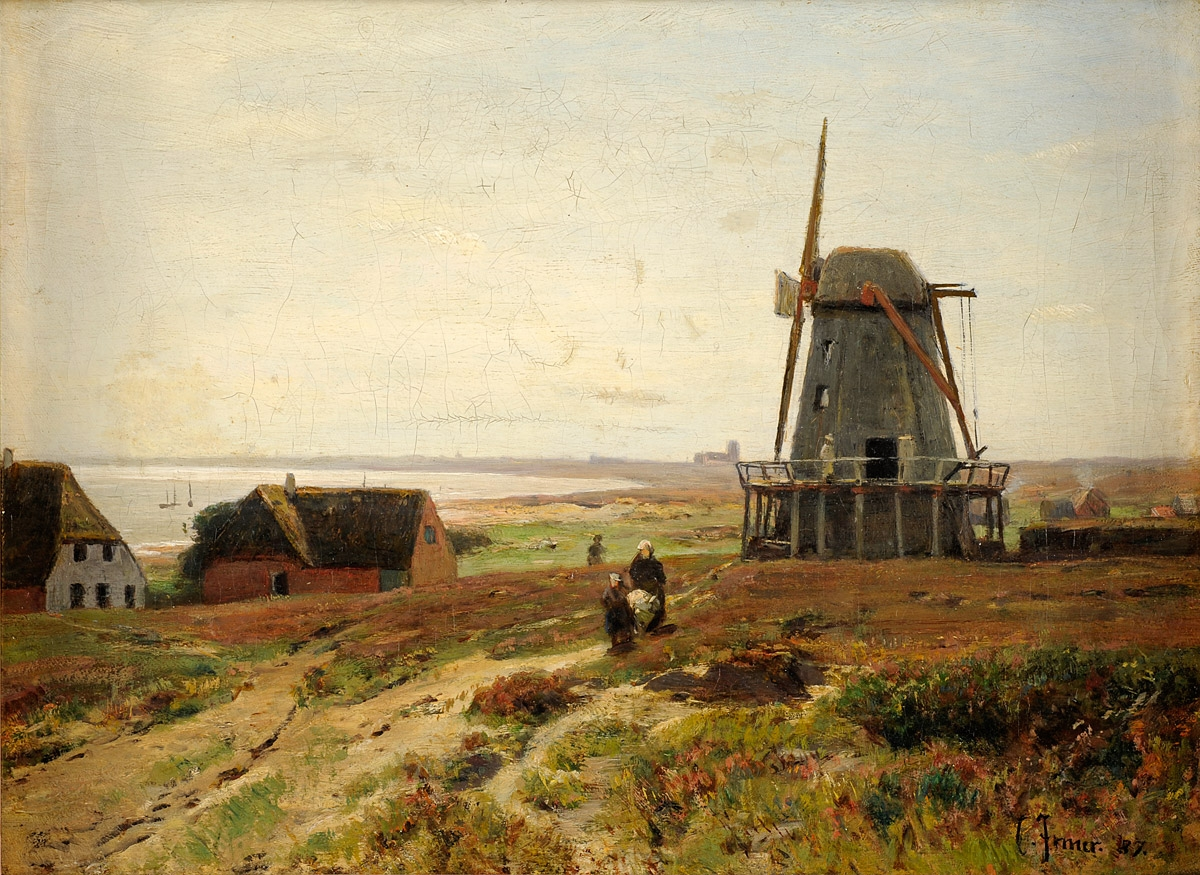
En la costa del Mar del Norte, 1887

Carl Irmer (* 28 de agosto de 1834 en Babitz, provincia de Brandeburgo; † 10 de noviembre de 1900 en Düsseldorf) fue un paisajista y grabador alemán de la Escuela de Düsseldorf.

## Vida

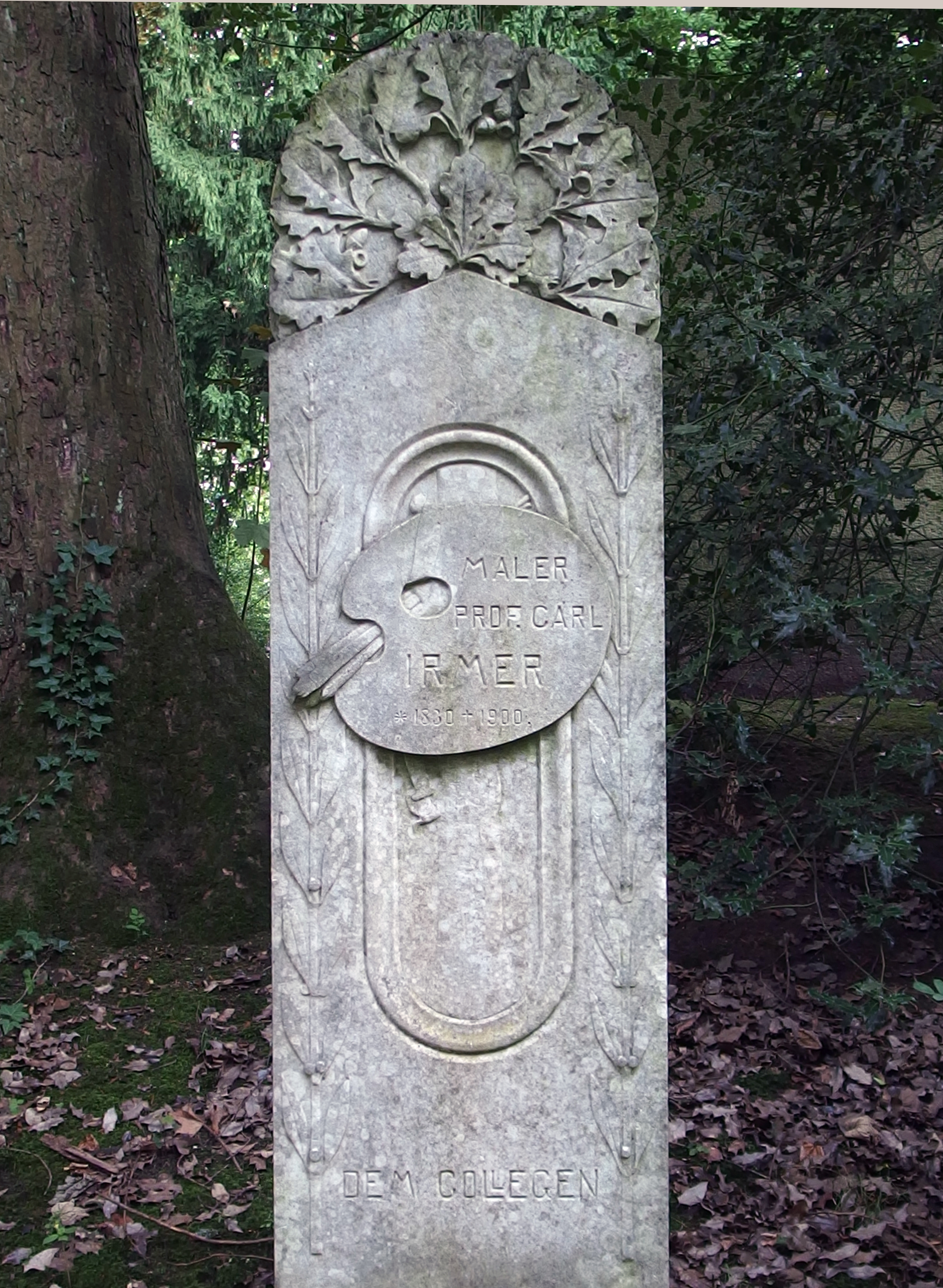
Lápida de Carl Irmer en el cementerio del norte de Düsseldorf

Irmer se formó en Dessau con el pintor de la corte Heinrich Beck y desde 1855 en la Academia de Arte de Düsseldorf con Hans Gude. Irmer trabajó como asistente de Gude en la Academia de Düsseldorf. En frecuentes viajes de estudio por Alemania, Austria, Francia y Bélgica, recopiló los motivos de sus paisajes llanos, atmosféricos y elegíacos, que en su mayoría representan prados con ganado pastando.
Irmer vivió una vida aislada en Düsseldorf. Fue galardonado con una medalla en la Exposición Mundial de Viena en 1873, una pequeña medalla de oro en la exposición comercial y de arte de Düsseldorf de 1880, una medalla en Berlín en 1891 y una medalla de plata en Londres en 1897. En una exposición de acuarelas en Dresde fue honrado con un diploma. El duque de Anhalt le otorgó el título de pintor de la corte. También fue nombrado profesor. Su tumba está en el cementerio del norte de Düsseldorf.

## Obras (selección)
- Salida de la luna
- Dieksee cerca de Gremsmühlen en Holstein (1876, Galería Nacional de Berlín)
- Paisaje de Rügen
- Pintor en la playa del mar Báltico, alrededor de 1885, Museo Albert König
- En la costa del Mar del Norte, 1887
- Quema de carbón del Ilsetal en las montañas Harz (1896, Fundación Moritzburg ),
- Paisaje en Holstein
- Tarde en Rügen
- Granjas de Frisia Oriental en Sylt
- Calle de Ilsenburg
- Oscuridad
- Schierke en el Harz
- Valle de Bode en las montañas de Harz